# Franz Anton von Hartig

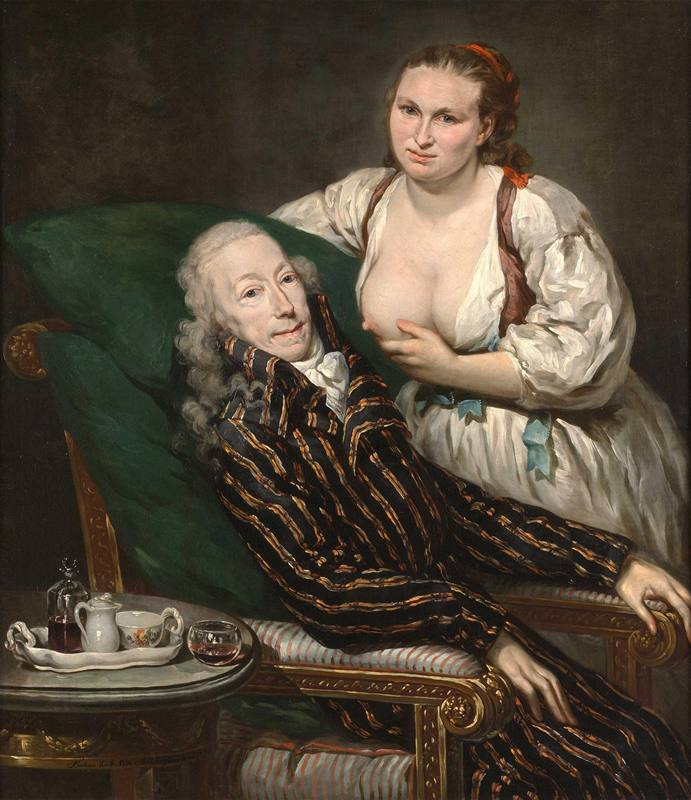
Franz de Paula Graf von Hartig und seine Frau Eleonore als Caritas Romana, Gemälde von Barbara Krafft (1797), Nationalgalerie Prag

Franz de Paula Anton Graf von Hartig (* 29. August 1758 in Prag; † 1. Mai 1797 in Dresden) war ein österreichischer Diplomat, Historiker, Dichter und Geograph.

## Leben
Franz Anton war der Sohn des kaiserlichen Gesandten Adam Franz Graf von Hartig (1724–1783), später kaiserlicher Minister beim fränkisch-schwäbischen Reichskreis, und der Maria Theresia Gräfin Kolowrat-Krakowsky. Hartig, ein Freund des Kaisers Joseph II., war Wirklicher Geheimer Rat und Kammerherr. Im Jahr 1787 wurde er im Alter von nur 29 Jahren Gesandter und bevollmächtigter Minister am kursächsischen Hof in Dresden, wo sein Sohn Franz de Paula Graf von Hartig geboren wurde. Bereits 1794 musste er den diplomatischen Dienst aufgrund eines Brustleidens aufgeben und widmete sich seitdem verstärkt der Literatur und Dichtkunst. Seine Werke fanden europaweit Anerkennung. Hartig war Präsident der Königlichen böhmischen Gesellschaft der Wissenschaften. Er war Gutsherr u. a. auf Niemes, Wartenberg, Alteiche und Berskowitz.

## Familie
Am 10. September 1783 heiratete er die Gräfin Maria Eleonore von Colloredo (* 19. Februar 1764; † 6. Februar 1818), die eine hervorragende Pianistin war. Das Paar hatte mehrere Kinder:
- Friedrich August († 1815)
- Maria Antonia
- Maria Theresia (* 10. August 1785; † Januar 1830) ⚭ 1804 Graf August Clemens von Ledebur-Wicheln (* 16. Dezember 1772; † 26. August 1846)
- Franz de Paula (* 5. Juni 1789; † 11. Januar 1865) ⚭ 1810 Gräfin Juliana von Grundemann-Falkenberg (* 26. März 1788; † 27. Oktober 1866)

## Orden und Ehrenzeichen
- Großkreuz des Stephansordens (1792)